# 鼓室神經
鼓室神經（tympanic nerve），又稱雅各布森神經（nerve of Jacobson）位於耳朵附近，為舌咽神經的分支。

## 路徑
鼓室神經隨舌咽神經向下延伸一段後進入岩部神經節，離開神經節後向上從頸動脈管和頸靜脈窩之間的鼓室小管下口進入鼓室。
在鼓室中，鼓室神經分支為鼓室神經叢並貼附於鼓岬表面上
鼓室神經為混合神經，同時含有传入神经纤维及传出神经纤维。
- 感覺神經纖維負責支配中耳感覺。
- 分泌性副交感神經纖維後來會集結為小岩部神經，會進入耳神經節（英语：otic ganglion）。鼓室神經的節後副交感神經纖維會與三叉神經的耳顳神經（英语：auriculotemporal nerve）部分分支匯合進入腮腺，調控腮腺分泌。
- 來自頸內動脈叢（英语：internal carotid plexus）的深岩部神經（英语：deep petrosal nerve）的交感神經纖維會匯入鼓索神經。

## 臨床意義
鼓室神經可能與副交感神經瘤有關，特別是頸靜脈球瘤（glomus jugulare tumours）和鼓室血管球瘤（glomus tympanicum tumours）。

## 其他圖像

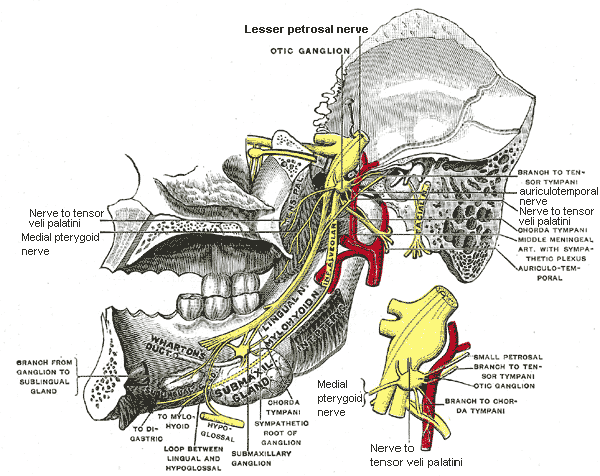
小岩神經
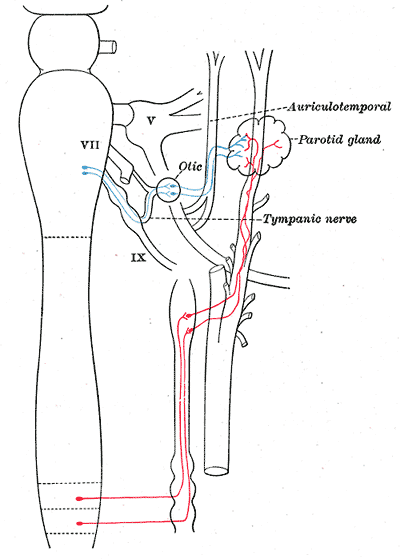
耳神經節（英语：Otic ganglion）和上頸神經節（英语：superior cervical ganglia）的交感神經連結。

## 外部連結
- （英文）cranialnerves 在韦斯利诺曼的解剖课上（乔治城大学） (IX)